# راكين (الكرك)
راكين هي بلدة في محافظة الكرك في الأردن. تضم إدارياً احياءَ قريفلا والوسية والبويب وراكين، بلغ عدد سكانها حوالي خمسة عشر ألف نسمة جميعهم من عشائر الحباشنة والعلاوي وبعض العائلات المسيحية.
في راكين سبع مدارس 3 منها ثانوية، أهمها مدرسة راكين الثانوية الشاملة للبنين وهي من أقدم مدارس المحافظة حيث تأسست عام 1952 ومدرسة راكين الثانوية للبنات والمدرسة البطريريكية اللاتينة الثانوية وروضتين، وبها أحد عشر مسجداً أبرزها وأقدمها مسجد راكين. وفيها أيضاً نادٍ ثقافي ورياضي واجتماعي تأسس عام 1991 سمي بنادي الزيتونة.

## التسمية
سميت بهذا الاسم نسبةً إلى الأميرة راشيل أو راشين التي قيل إنها عاشت فيها وسكنتها.

## الموقع
تقع بلدة «راكين» على الطريق الملوكي القديم، على بعد قرابة 15 كم عن مركز مدينة الكرك. ترتفع عن سطح البحر قرابة (1050) متراَ، وتعد أعلى نقطة في قصبة الكرك، وهي مطلة على البحر الميت والضفة الغربية حيث يستطيع سكانها مشاهدة أنوار القدس والخليل وباقي المدن الفلسطينية.

## نشاط البلدة
البلدة عبارة عن مساحة شاسعة من السهول، تشتهر بكروم الزيتون والعنب وسهول القمح، يعمل غالبية سكانها بالزراعة وتربية المواشي وبالوظائف الحكومية داخل البلدة وفي المحافظة، ونظراً لجمال ارض راكين وخصوبة تربتها وارتفاعها ومناظرها الخلابة فقد سُميت أيضا بـأميرة السهول الخضراء وتغنى بها الشعراء، وفيها قال الشاعر عرار: ما بلقاءٍ إلا ماعين وما الكرك إلا راكين.